# Challenger de Nonthaburi III 2025
El torneo Nonthaburi Challenger III 2025 fue un torneo de tenis perteneció al ATP Challenger Tour 2025 en la categoría Challenger 75. Se trató de la 13ª edición; el torneo tuvo lugar en la ciudad de Nonthaburi (Tailandia), desde el 13 hasta el 19 de enero de 2025 sobre pista dura al aire libre.

## Jugadores participantes del cuadro de individuales
| Preclasificado | País                       | Jugador            | Rank1 | Posición en el torneo |
| 1              | Bandera de República Checa | Vít Kopřiva        | 125   | FINAL                 |
| 2              | Bandera de Francia         | Hugo Grenier       | 154   | Cuartos de final      |
| 3              | Bandera de Mónaco          | Valentin Vacherot  | 162   | Primera ronda         |
| 4              | Bandera de Estados Unidos  | Zachary Svajda     | 165   | Cuartos de final      |
| 5              | Bandera de Japón           | Shintaro Mochizuki | 170   | Segunda ronda         |
| 6              | Bandera de Hong Kong       | Coleman Wong       | 172   | Segunda ronda         |
| 7              | Bandera de Alemania        | Henri Squire       | 178   | Segunda ronda         |
| 8              | Bandera de Kazajistán      | Dmitry Popko       | 183   | Primera ronda         |

- 1 Se ha tomado en cuenta el ranking del 6 de enero de 2024.

### Otros participantes
Los siguientes jugadores recibieron una invitación (wild card), por lo tanto ingresan directamente al cuadro principal (WC):
- Thanapet Chanta
- Maximus Jones
- Wishaya Trongcharoenchaikul

Los siguientes jugadores ingresan al cuadro principal tras disputar el cuadro clasificatorio (Q):
- Rémy Bertola
- Murphy Cassone
- Francesco Maestrelli
- Rio Noguchi
- Sun Fajing
- Clément Tabur

## Campeones

### Individual Masculino
- Brandon Holt derrotó en la final a  Vít Kopřiva por 6–3, 6–2

### Dobles Masculino
- Ray Ho /  Neil Oberleitner derrotaron en la final a  Pruchya Isaro /  Wang Aoran por 6–3, 6–4